# Покерний турнір

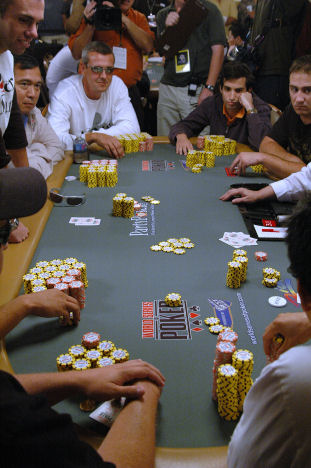
Головна подія Світової серії покеру 2006 року

Покерний турнір — це турнір, де гравці змагаються, граючи в покер. У ньому можуть брати участь як два гравці за одним столом (так званий «хедз-ап» турнір), так і десятки тисяч гравців, які грають за тисячами столів. Переможцем турніру зазвичай стає той, хто виграє всі покерні фішки в грі, а інші отримують місця в залежності від часу їх вильоту. Щоб полегшити цю задачу, в більшості турнірів блайнди підвищуються протягом усього турніру. На відміну від кільцевої гри (або кеш-гри), фішки гравця в турнірі не можуть бути переведені в готівку і служать лише для визначення місця гравця.

## Бай-іни та призи
Для участі в звичайному турнірі гравець сплачує фіксований бай-ін і на початку гри отримує певну кількість турнірних покерних фішок. Комерційні заклади можуть також стягувати окрему плату або утримувати невелику частину бай-іну як витрати на проведення заходу. Турнірні фішки мають лише умовну цінність; вони не мають грошової вартості, і під час гри можна використовувати тільки турнірні фішки, а не готівку. Як правило, кількість стартових турнірних фішок кожного учасника є цілим числом, кратним бай-іну. Деякі турніри пропонують можливість повторного бай-іну або бай-беку; це дає гравцям можливість придбати більше фішок. У деяких випадках ребаї є умовними (наприклад, пропонуються тільки гравцям, у яких мало фішок або немає фішок), але в інших випадках вони доступні для всіх гравців (так звані аддони). Гравець, у якого не залишилося фішок (і який вичерпав або відмовився від усіх варіантів повторної купівлі, якщо такі доступні), вибуває з турніру.
У більшості турнірів кількість гравців за кожним столом залишається незмінною за рахунок переміщення гравців, або шляхом пересадки одного гравця, або (коли поле зменшується) виведення цілого столу з гри і розподілу його гравців між столами, що залишилися. У деяких турнірах, які називаються перестрілками, цього не роблять; замість цього останній гравець (іноді останні два або більше гравців) за столом переходить до другого або третього раунду, подібно до турнірів з одним вибуванням, які зустрічаються в інших іграх.
Призи за перемогу, як правило, складаються з бай-інів, хоча можуть бути внесені і сторонні кошти. Наприклад, деякі запрошувальні турніри не мають вступних внесків і формують свій призовий фонд за рахунок спонсорських надходжень та/або надходжень від глядачів. Турніри без бай-іну називаються фріролами. Участь у фріролах безкоштовна, і зазвичай гравцеві дається один шанс у турнірі. Різновид фріролів називається «фрібай». У фрібаї гравець може взяти участь у турнірі з безкоштовним входом, але якщо гравець програє свої фішки протягом періоду реєстрації, він має можливість викупити собі місце в турнірі.
У більшості турнірів гра триває, поки всі гравці, крім одного, не вилетять, хоча в деяких турнірних ситуаціях, особливо неформальних, гравці мають можливість закінчити гру консенсусом.
Гравці ранжуються у зворотному хронологічному порядку — останній гравець отримує 1-е місце, передостанній — 2-е і так далі. Таке ранжування гравців на вибування є унікальним серед ігор, а також виключає можливість нічиєї за перше місце, оскільки тільки один гравець повинен мати всі фішки, щоб завершити турнір. (Нічия можлива для всіх інших місць, але вона трапляється рідко, оскільки єдиним вирішальним фактором є кількість фішок на початку роздачі, в якій один з гравців вилітає, і, отже, двоє людей повинні почати роздачу з однаковою кількістю фішок і обидва вилетіти в тій самій роздачі, щоб зрівняти рахунок між собою).
Іноді турніри закінчуються за взаємною згодою гравців, що залишилися. Наприклад, у грі на десять осіб по $5 можуть залишитися два гравці з фішками на $29 і $21 відповідно. Замість того, щоб ризикувати втратити свій виграш, як це сталося б, якби один з них продовжив гру, цим двом гравцям може бути дозволено розділити приз пропорційно до їхньої ігрової валюти (або як вони домовляться).
У деяких турнірах, відомих, як баунті-турніри, винагорода призначається деяким або всім гравцям. Якщо гравець вибиває суперника, він отримує винагороду суперника. Індивідуальні баунті або загальна сума баунті, зібрана до кінця турніру, може бути використана для нагородження призів. Баунті зазвичай працюють у поєднанні зі звичайним призовим фондом, де невелика частина бай-іну кожного гравця йде на його або її баунті.
Інші турніри дозволяють гравцям обміняти частину або всі свої фішки в середині турніру на призові, що дає фішкам грошовий еквівалент. Окремі частини бай-іну кожного гравця йдуть на формування призового фонду та фонду «кеш-ауту». Ставка кешауту, як правило, фіксована, і зазвичай встановлюється час, коли гравці не можуть кешувати (наприклад, за фінальним столом). Сума, що залишилася, або виплачується на поле, що залишилося, або додається до загального призового фонду.
Призи присуджуються гравцям-переможцям одним з двох способів:
- Фіксований: кожне місце відповідає певній виплаті. Наприклад, у турнірі на десять гравців з бай-іном $20 гравцеві, який посяде перше місце, може бути присуджено $100, за друге місце — $60, за третє — $40, а за нижчі місця — нічого.
- Пропорційні: Виплати визначаються відповідно до відсоткової шкали. Відсотки визначаються на основі кількості учасників і будуть збільшуватися в міру збільшення кількості учасників. Як правило, приблизно один гравець з десяти «переведе в готівку» або займе досить високе місце, щоб заробити гроші. Ці шкали є дуже важкими для верхівки, оскільки три найкращі гравці зазвичай виграють більше, ніж решта гравців, які отримують виплати, разом узяті.

Турніри можуть бути відкритими або за запрошеннями. Світова серія покеру, Головна подія якої (турнір з безлімітного техаського холдему з бай-іном $10 000) вважається найпрестижнішим з усіх покерних турнірів, є відкритою.
Під час багатостолових турнірів багато гравців грають одночасно за десятками або навіть сотнями столів. Сателітні турніри до гучних і дорогих покерних турнірів — це спосіб потрапити на велику подію, не вносячи значну суму готівки. Вони мають значно менші бай-іни, зазвичай від однієї десятої до однієї п'ятдесятої бай-іну основного турніру, і можуть проводитися на різних майданчиках, а віднедавна і в інтернеті. Найкращі гравці цього турніру замість грошового призу отримують місця в головному турнірі, причому кількість місць залежить від участі. Кріс Манімейкер, який виграв Головну подію Світової серії покеру 2003 року, зміг дозволити собі це місце, вигравши інтернет-турнір з бай-іном 39$. Грег Реймер, чемпіон Світової серії покеру 2004 року, отримав своє місце в інтернет-турнірі з бай-іном 165$.
Протилежністю багатостоловому турніру є одностоловий турнір, часто скорочено STT. За одним столом виділяється кілька місць (зазвичай два, шість або дев'ять), і як тільки з'являється необхідна кількість гравців, роздаються фішки і починається гра. Такий спосіб початку одностолових турнірів став причиною того, що їх стали називати турнірами «сіт-енд-гоу» (SNG), тому що коли необхідна кількість гравців «сідає», турнір «починається». Однак турніри «сіт-енд-гоу», що складаються з декількох столів, стають все більш поширеними, особливо в інтернет-покері. Одностоловий турнір фактично поводиться так само, як і фінальний стіл багатостолового турніру, за винятком того, що всі гравці починають з однаковою кількістю фішок, а ставки, як правило, починаються набагато нижче. Майже завжди використовуються фіксовані виплати.
Турнірна серія може складатися з одностолових або багатостолових турнірів. У турнірній серії грається кілька турнірів, в яких розігруються призи. Однак часто використовується система лідербордів або турнірних таблиць, а додаткові призи, що формуються за рахунок бай-інів окремих турнірів, отримують ті, хто показує найкращі результати в серії в цілому. Великі покерні турніри, такі як Світовий покерний тур і Світова серія покеру, використовують турнірну таблицю для визначення гравця року.

## Формат відтворення
Найпоширеніший ігровий формат покерних турнірів — це формат «фрізаут». Всі гравці, які продовжують грати в турнірі, складають динамічний пул. Щоразу, коли гравець втрачає всі свої фішки і вилітає, його стіл зменшується. Щоб запобігти постійному зменшенню кількості столів і уникнути гри за столами з різною кількістю гравців, гравців переміщують між столами, а непотрібні столи закривають по мірі проходження турніру. Зрештою, всі гравці, що залишилися, сидять лише за одним столом, відомим як «фінальний стіл». Більшість турнірів у форматі «сідай і їдь» — це фрізаути.
У деяких турнірах, відомих як «ребаї-турніри», гравці мають можливість повернутись у гру, якщо вони втратили всі свої фішки, і уникнути вильоту протягом певного періоду часу (зазвичай від однієї до двох годин). Після цього так званого «періоду ребаю» гра поновлюється, як у стандартному фрізаут-турнірі, і гравці, що вибули, більше не мають можливості повернутися в гру. Ребаї-турніри часто дозволяють гравцям ребаї, навіть якщо вони не втратили всі свої фішки, і в цьому випадку сума ребаю просто додається до їхнього стеку. Гравець не має права ребаювати в грі, якщо у нього занадто багато фішок (зазвичай це сума стартового стеку або його половина). Наприкінці періоду ребаю гравцям, що залишилися, зазвичай надається можливість придбати «надбавку» — додаткову кількість фішок, яка зазвичай дорівнює стартовому стеку.
Іншим ігровим форматом є турнір «на виліт». Турнір на виліт ділиться на раунди. У стандартному турнірі на виліт за кожним столом сидять від 2 до 10 гравців, і склад столів залишається незмінним, поки всі, крім одного гравця, не вилетять. Переможці столів переходять за фінальний стіл, де визначається переможець турніру. У турнірі на виліт гравцям зазвичай присуджуються місця в ярусах на основі того, скільки раундів вони протрималися і на якому місці вилетіли. Перестрілки можуть складатися з декількох раундів (потрійні, четверні або п'ятірні перестрілки) або передбачати проходження декількох гравців за кожним столом (зазвичай до трьох). Перестрілки також є поширеним форматом для великих хедз-ап багатостолових турнірів, хоча вони можуть передбачати подвійне або потрійне вибування замість стандартного методу до одного нокауту.
Нещодавнім нововведенням є турнір «мікс-макс» або «mixed max», в якому розміри столів змінюються впродовж турніру. Типовим прикладом є турнір мікс-макс, проведений на Всесвітній серії покеру 2012 року, в якому перший день гри був дев'ятистоловим, другий день — шестистоловим, а решта турніру — хедз-ап. Це фактично перетворило його на гібридний турнір з фрізаутом і шутаутом, з фрізаутом за великими столами і шутаутом на стадії хедз-апу.

## Формат ставок
Ставки в турнірах можуть приймати одну з трьох форм:
- У структурованій системі ставок (з фіксованим лімітом) ставки та підвищення обмежені певними сумами, хоча ці суми зазвичай збільшуються протягом турніру. Наприклад, у семикартковому стад-турнірі зі ставками 10/20 підвищення ставок у перших трьох раундах становитиме $10, а в останніх раундах - $20.
- Напівструктуровані ставки передбачають діапазони дозволених підвищень. Зазвичай у цьому форматі ніхто не може підвищувати ставку менше, ніж попередній гравець. Наприклад, якщо один гравець підвищив ставку до $20, то інший гравець не має права підвищувати її ще на $5. Ліміт банку - напівструктурований формат, в якому підвищення не може перевищувати поточний розмір банку. Ліміт «спред» - напівструктурований формат, у якому ставки (і подальші підвищення) повинні бути між мінімальною і максимальною сумою.
- Неструктурований формат ставок, який зазвичай називають безлімітним. Хоча блайнди, анте фіксовані, гравці можуть ставити стільки, скільки забажають, навіть на початку раунду. Ставити всі свої фішки (ризикуючи своїм турнірним життям у разі програшу) означає йти ва-банк. У безлімітних турнірах гравці іноді йдуть на такий ризик навіть на початку ставок; наприклад, у деяких турнірах з Безлімітного Техаського Холдему гравці нерідко ставлять «олл-ін» ще до флопу.

Структура ставок є одним з найбільш визначальних елементів гри; навіть якщо інші аспекти еквівалентні, версія з фіксованим лімітом і її безлімітний аналог вважаються дуже різними іграми, тому що стратегії і стилі гри дуже відрізняються. Наприклад, у безлімітній грі, яка дозволяє робити агресивні ставки, набагато легше блефувати, ніж у грі з фіксованим лімітом. Безлімітні ігри також широко варіюються залежно від схильностей гравців; неформальна, емерджентна структура ставок розвивається завдяки особистим стратегіям та індивідуальним особливостям гравців.
Ставки кожного раунду, а також блайнди та анте, залежно від гри, зазвичай зростають відповідно до часу, що минув, або кількості зіграних роздач.

## Варіанти покеру
У той час як деякі турніри пропонують мікс ігор, наприклад, H.O.R.S.E., де поєднуються холдем, Омаха, Разз, стад, стад вісімка або краще, а також турніри з вибором дилера, де можна вибирати з аналогічного меню ігор, більшість турнірів проводяться в одному з різновидів стадного або безлімітного покеру, наприклад, семикартковий стад, семикартковий хай-лоу-стад, Омаха-холдем або Техаський холдем. Турніри з Омахи і Техаського Холдему зазвичай пропонуються з фіксованим лімітом і лімітом банку, а турніри з Техаського Холдему без ліміту дуже поширені (безлімітна Омаха майже не зустрічається в турнірній грі).

## Місця проведення турнірів
Неформальні турніри можуть бути організовані групою друзів. Казино, кард-руми та сайти азартних ігор в Інтернеті можуть пропонувати турніри. Розклад турнірів розміщується на сайті або в покер-румі закладу.
Однак це не єдині місця проведення турнірів. Покерні круїзи пропонують турніри на морі. Організатори великих покерних турнірів часто проводять захід у конференц-центрі казино; наприклад, World Series of Poker 2022 року проходила в конференц-центрах Bally's Las Vegas та Paris Las Vegas .

## Найбільші турніри
Найбільшим і найвідомішим турніром у США є World Series of Poker (скорочено WSOP), що проходить у Лас-Вегасі. Світова серія транслювалася на ESPN з 1987 по 2020 рік, поки CBS Sports не став національним телевізійним партнером на 2021 рік і далі.  З 2007 року PokerGO співпрацює з WSOP, забезпечуючи прямі трансляції та контент на вимогу.
У 1980-х роках Super Bowl of Poker був другим за величиною і найпрестижнішим турніром.
Світова серія покеру 2005 року вперше була проведена за межами казино Binion's Horseshoe, хоча останні кілька днів головної події пройшли в легендарному Benny's Bullpen. Пізніше турніри проводилися в одному з розважальних закладів Harrah's Entertainment, а пізніше Caesars Entertainment; Rio служив місцем проведення з 2005 по 2021 рік .
Найбільшим і найвідомішим турніром в Європі є Європейський покерний тур, який був заснований у 2004 році Джоном Дуті і зараз є найбільшим покерним туром у світі як за загальною кількістю гравців, так і за призовим фондом. Світова серія покеру в Європі почалася в 2007 році в Лондоні, в 2011 році переїхала в Канни, а в 2013 році знову переїхала в регіон Парижа .
Найбільшим і найвідомішим турніром в Азії є Asia Pacific Poker Tour в Макао.
Найбільший і найвідоміший турнір в Латинській Америці - Latin American Poker Tour в Аргентині.
Crown Australian Poker Championship, також відомий як Aussie Millions, є найбільшим турніром в Тихоокеанському регіоні. Власник WSOP компанія Caesars Entertainment і організатор Aussie Millions - Crown Melbourne - об'єдналися, щоб запустити Азіатсько-Тихоокеанську світову серію покеру, яка провела свій перший турнір в 2013 році.
Крім цих подій, протягом року проводяться й інші великі турніри. Світовий покерний тур проходить в різних місцях по всьому світу і транслює серію відкритих турнірів по всій території США і Карибського басейну з бай-інами від $5 000 до $25 000, а також європейські події з бай-іном від €10 000. Деякі з цих подій є окремими турнірами, як, наприклад, Caribbean Poker Adventure, але більшість з них проходять в рамках турнірних серій, що проводяться в приймаючому казино, як, наприклад, LA Poker Classic в Commerce Casino, World Poker Challenge в Grand Sierra і Legends of Poker в Bicycle Casino. У 2010 році було започатковано Північноамериканський покерний тур.
В Атлантик-Сіті в казино Trump Taj Mahal проходить Чемпіонат США з покеру, який в останні роки транслюється ESPN.
Головний турнір з живого покеру в Африці - All Africa Poker Tournament, який проводиться в казино Piggs Peak в Піггс Пік, Свазіленд.
Національний чемпіонат з хедз-ап покеру - це 64 гравці, які змагаються в хедз-ап матчах з одним вибуванням, щоб визначити переможця. Це один з найпрестижніших турнірів з хедз-ап покеру і перший турнір, організований телевізійною мережею.
Революція в інтернет-покері призвела до появи турнірів і серій онлайн-покеру, які стали масштабнішими за багато живих турнірів. World Championship of Online Poker (WCOOP) і Full Tilt Online Poker Series (FTOPS) - дві найбільші серії турнірів з онлайн-покеру, призові в яких перевищують мільйон доларів.
У 2022 році, після 17 років проведення в Ріо-де-Жанейро,World Series of Poker переїхала в Bally's Corporation та Парижу .